# Sviće
Sviće su naseljeno mjesto u sastavu općine Zenice, Federacija Bosne i Hercegovine, BiH.

## Stanovništvo
Prema popisu 1991. ovdje su živjeli:
- Srbi - 463 (66,91%)
- Muslimani - 140 (20,23%)
- Hrvati - 54 (7,80%)
- Jugoslaveni - 20 (2,89%)
- ostali i nepoznato - 12 (1,63%)

Prema popisu 1981. ovdje je živjelo 639 stanovnika, od čega su bili:
- Srbi - 422 (66,04%)
- Muslimani - 107 (16,74%)
- Hrvati - 70 (10,95%)
- Jugoslaveni - 38 (5,94%)
- ostali i nepoznato - 2 (0,31%)

Prema popisu 1971. ovdje je živjelo 587 stanovnika, od čega su bili:
- Srbi - 420 (71,55%)
- Muslimani - 95 (16,18%)
- Hrvati - 65 (11,07%)
- Jugoslaveni - 7 (1,19%)